# Peter Benenson
Peter J. H. S. Benenson (ur. 31 lipca 1921 w Londynie, zm. 25 lutego 2005 w Oksfordzie) – brytyjski prawnik i założyciel Amnesty International (AI) – organizacji zajmującej się ochroną praw człowieka.

## Życiorys
Peter Benenson był synem Johna i Flory Salomonów; po śmierci ojca, zmarłego na froncie, był wychowywany samotnie przez matkę. Od wczesnych lat młodzieńczych Beneson uczestniczył w działaniach mających na celu wykrywanie przypadków łamania praw człowieka, jako uczeń organizował wspólnie ze szkolnymi kolegami akcje i zbiórki. 
Po ukończeniu studiów na Uniwersytecie Oksfordzkim, pracował w biurze prasowym armii brytyjskiej, a później związał się z działalnością polityczną (Partia Pracy).
W 1961 Benenson poznał z prasy sprawę dwóch studentów portugalskich z Coimbry, skazanych na siedem lat za wzniesienie toastu za wolność (stało się za dyktatury António de Oliveiry Salazara). Benenson nagłośnił tę sprawę w prasie swoimi artykułami. Oprócz tego z jego inicjatywy zaczęły napływać z całej Europy listy poparcia dla wspomnianych Portugalczyków. Dla koordynacji podobnych gestów solidarności z prześladowanymi ze względów politycznych, w Luksemburgu została powołana Amnesty International (AI). Niedługo potem podobne organizacje powstały jeszcze w dwunastu krajach europejskich (pod szyldem AI.)

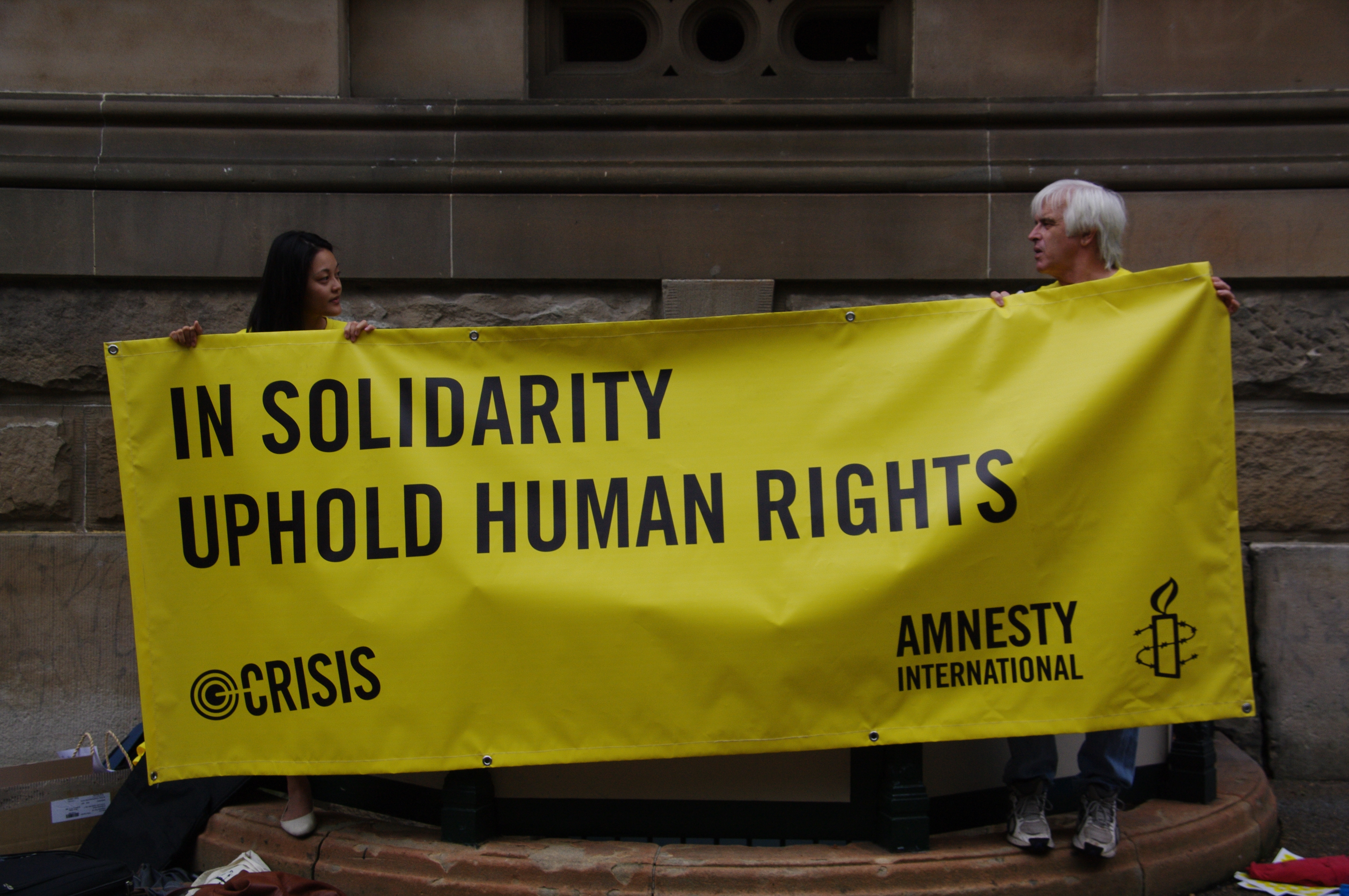
Aktywiści Amnesty International podczas jednej z kampanii

Pomimo niedogodności, z którymi spotykała się organizacja (np. pogłoski o wspieraniu terroryzmu przez armię brytyjską), jej aktywność rosła i zyskiwała poparcie społeczeństwa. Peter Benenson oficjalnie nie należał do Amnesty International, ale uczestniczył w działaniach przez nią prowadzonych.
W roku 2001 otrzymał nagrodę „Duma Brytanii”, za dokonania swojego życia.
Zmarł w Wielkiej Brytanii w wieku 84 lat.